# Stanowisko (pole po zbiorze)
Stanowisko – pole przeznaczone pod uprawę jakiejkolwiek rośliny. 
Wartość stanowiska jest kształtowana przez przedplon, przedprzedplon, czynniki agrotechniczne oraz przebieg pogody. Najlepsze stanowiska są po zbiorze roślin bobowatych wieloletnich. 